# Malohont

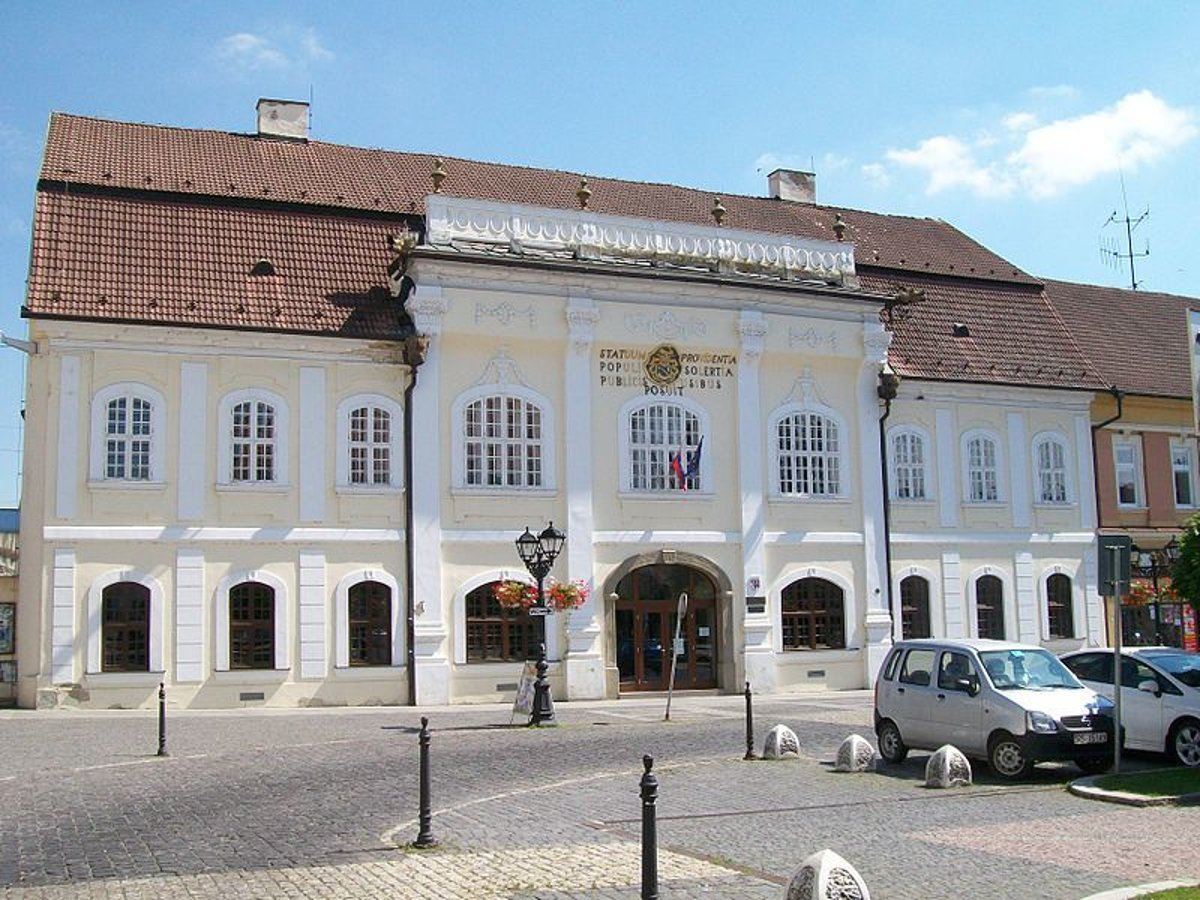
Bývalý župní dům Malohontu z roku 1798 v Rimavské Sobotě.

Malohont (maďarsky Kis-Hont nebo Kishont, německy Kleinhont) je historický region na středním Slovensku. Krátce byl i komitátem a jednou ze stolic Uherska.

## Poloha a geografie
Malohont se nachází na povodí střední Rimavy, jeho území odpovídá přibližně severní a střední části dnešního okresu Rimavská Sobota a severovýchodní a východní části okresu Poltár. Celková rozloha byla asi 750 km². V současnosti se název Malohont používá zejména ve spojení se sousedním Gemerem, jako Gemer-Malohont.
Území Malohontu sousedilo ze severu se Zvolenskou stolicí, z východu a z jihu s Gemerskou a ze západu s Novohradskou stolicí.

## Historie
Ve 13. století patřilo toto území kaločskému arcibiskupovi a bylo nezávislé na Gemeru i Novohradu. Od poloviny 13. století byl znám jako Rimavský komitát (latinsky comitatus de Rymua). Území bylo spravováno arcibiskupským úředníkem, jehož příslušnost odpovídala funkci župana komitátu.
Na přelomu 13. a 14. století ztratil Rimavský komitát dočasně svou samostatnost a byl připojen k Hontské stolici. Protože však území Rimavského komitátu bylo od Hontu odděleno územím Novohradu, vyvolávalo to nespokojenost zdejších zemanů, kteří se nemohli účastnit v plné míře na politickém životě Hontské stolice. Proto se někdy na přelomu 14. a 15. století zrodilo zvláštní pojmenování pro tuto oblast – Malohont, který získal v rámci Hontské stolice určitý stupeň samosprávy. Přesto nespokojenost mezi šlechtou nadále trvala. V 16. století se Malohont a Hont oddělily, ale trvalo to jen krátké období.
V 80. letech 17. století přerostla nespokojenost do otevřeného konfliktu mezi Hontem a Malohontem a Malohont opět krátce získal samostatnost. V roce 1687 zástupci Malohontu žádali uherský sněm o připojení k Novohradu nebo úpravu jeho postavení v Hontu, ale neúspěšně. Uherský sněm ponechal Malohont jako samostatný distrikt s rozsáhlou samosprávou v Hontu. Zemané Malohontu si mohli volit mimo jiné svého podžupana, a zasedání týkající se Malohontu musela zasedat v Malohontu. Rozpory však neustaly, jelikož hontská šlechta nadále zneužívala Malohont vyššími daněmi, dodávkami zboží a vojáků a nerespektovala jeho práva malohontského distriktu.
V dalších letech následovaly neúspěšné pokusy o spojení se s Novohradem (první v roce 1690) či osamostatnění se během povstání Františka II. Rákócziho.
Nakonec se v letech 1786–1790 a trvale od roku 1802 podařilo dosáhnout oddělení Malohontu od Hontu a jeho spojení s Gemerem do Gemersko-malohontské stolice (později župy), které přetrvalo až do reformy župního zřízení na Slovensku v roce 1922. Původně malohontské středisko Rimavská Sobota se roku 1883 dokonce stalo hlavním městem celé župy namísto gemerského Plešivce.

## Města a obce
Nejvýznamnějšími středisky Malohontu byly obce Rimavská Sobota, Hnúšťa a Tisovec.
Okres Rimavská Sobota
- Obce: Čerenčany • Dolné Zahorany • Horné Zahorany • Hrachovo • Hrnčiarske Zalužany • Klenovec • Kociha • Kraskovo • Krokava • Kružno • Kyjatice • Lehota nad Rimavicou • Ľukva (dnes součást obce Husiná, region Gemer) • Nižný Skálnik • Ožďany • Rimavská Baňa • Rimavské Brezovo • Rimavské Zalužany • Veľké Teriakovce • Vyšný Skálnik • Zacharovce

Okres Brezno
- Obce: Drábsko • Lom nad Rimavicou

Okres Poltár
- Obce: České Brezovo (jen k. ú. Vaľkovo) • Ďubákovo • / Maštinec • Pondelok • Veľká Suchá – tvoří obec Hrnčiarska Ves / • Hrnčiarske Zalužany • Kokava nad Rimavicou • Selce • Sušany • Šoltýska • Utekáč